# Parafia św. Stanisława Biskupa w Pruścach
Parafia Świętego Stanisława Biskupa w Pruścach – rzymskokatolicka parafia w Pruścach, należy do dekanatu rogozińskiego archidiecezji gnieźnieńskiej. Powstała w 1421. Obecny kościół wybudowany w latach 1869–1871.